# Nachrichtenbeförderung
Nachrichtenbeförderung ist eine Sonderform der Telekommunikation mit Ortsveränderung von Nachrichten, die an stoffliche Träger (Brief, Postkarten, Datenträger, Presse) gebunden sind. Die Träger werden dabei in ihrer jeweiligen Form nicht verändert. 
Beförderer von Nachrichten sind z. B. Boten oder Zusteller von Postunternehmen. Zu den ältesten Überbringern gehören die Chaski aus dem Inka-Reich aus dem 13. bis 16. Jahrhundert.
Im engeren Sinne (Postwesen) wurden darunter die Teile des Postverkehrs (Briefverkehr, Datenträgerbeförderung, Zeitungsbeförderung) verstanden.
Siehe auch: Nachrichtenübertragung